# Jack Hartman
John H. Hartman, detto Jack (Dewey, 25 novembre 1925 – Santa Fe, 6 novembre 1998), è stato un allenatore di pallacanestro statunitense.

## Carriera
Guidò gli Stati Uniti ai Giochi panamericani di Caracas 1983.

## Palmarès

### Giocatore
- NCAA: 2

OSU Cowboys: 1945, 1946

### Allenatore
- NIT: 1

Southern Illinois: 1967